# ISO 3166-2:SG

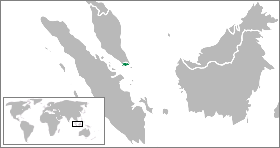
Localización de Singapur en un mapa.

La ISO 3166-2:SG es la entrada para Singapur en la ISO 3166-2, parte de la norma ISO 3166 publicada por la Organización Internacional de Normalización (ISO), la cual define los códigos para los nombres de las principales demarcaciones administrativas (por ejemplo, regiones, provincias etc), de todos los países con código ISO 3166-1.
Actualmente, para Singapur, los códigos ISO 3166-2 se definen para 5 distritos.
Cada código consta de dos partes, separadas por un guion. La primera parte es SG, el código ISO 3166-1 alfa-2 de Singapur. La segunda parte tiene dos cifras (01–05).

## Códigos actuales
Los nombres de las subdivisiones figuran en la lista según el patrón ISO 3166-2 publicado por la Agencia de Mantenimiento ISO 3166 (ISO 3166/MA).
Pulsa sobre el botón en el encabezado para ordenar cada columna.
| Código | Nombre de la subdivisión (en) | Nombre de la subdivisión (es) |
| ------ | ----------------------------- | ----------------------------- |
| SG-01  | Central Singapore             | Consejo Central               |
| SG-02  | North East                    | Consejo del Noreste           |
| SG-03  | North West                    | Consejo del Noroeste          |
| SG-04  | South East                    | Consejo del Sureste           |
| SG-05  | South West                    | Consejo del Suroeste          |

## Cambios
Los siguientes cambios de entrada han sido anunciados en boletines de noticias por el ISO 3166/MA desde la primera publicación del ISO 3166-2 en 1998:
| Parte          | Fecha de edición | Descripción del cambio en el parte                     | Cambio de código o subdivisión      |
| -------------- | ---------------- | ------------------------------------------------------ | ----------------------------------- |
| Newsletter I-9 | 28/11/2007       | Se añaden las divisiones administrativas y sus códigos | Subdivisiones añadidas: 5 distritos |